# Cubohemioctaedre
En geometria, el cubohemioctaedre és un poliedre uniforme no-convex, indexat com U15. La seva figura de vèrtexs és un quadrilàter creuat.
Un poliedre nonconvex té cares que intersequen que no representen noves arestes o cares. En la figura els vèrtexs estan marcats amb esferes daurades i les arestes per cilindres platejats.
És un hemipoliedre amb 4 cares hexagonals que passen a través del centre del model. Els hexàgons s'intersequen entre si i, per tant, només es poden veure porcions de triangles.

## Poliedres relacionats
Comparteix la disposició dels vèrtexs i la disposició de les cares amb el cuboctaedre (tenen les cares quadrades en comú), i amb l'octahemioctaedre (tenen les cares hexagonals en comú).
| Cuboctaedre | Cubohemioctaedre | Octahemioctaedre |